# Huiguorou

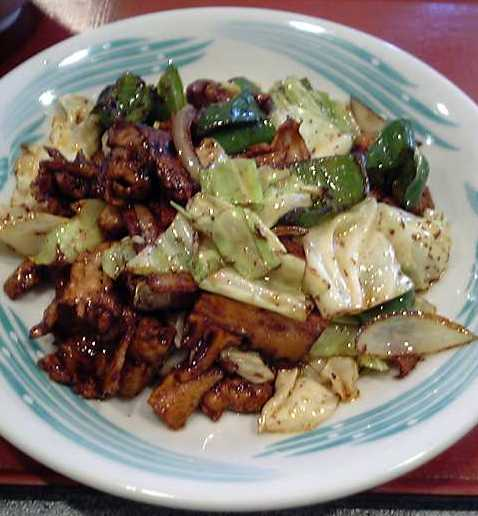
Huiguorou

Huiguorou (pol. podwójnie gotowana wieprzowina; chiń. upr. 回锅肉; chiń. trad. 回鍋肉; pinyin Huíguōròu) − tradycyjne danie kuchni syczuańskiej. Tłusta wieprzowina początkowo gotowana w całości z dodatkiem imbiru i soli, następnie krojona na cienkie paski i smażona na oleju w woku. Podawana najczęściej z kapustą, porami i papryką, a w Syczuanie polewana pikantnym sosem z chili i bobu. Serwowana obecnie na terenie całego kraju i znana w orientalnych restauracjach na całym świecie.